# Kazimierz Bujakowski
Kazimierz Stanisław Bujakowski (ur. 12 listopada 1956) – polski inżynier, nauczyciel akademicki.
W latach 1999–2001 i 2012–2016 główny geodeta kraju, w latach 2004–2010 zastępca prezydenta Krakowa.

## Życiorys
W latach 1975–1980 studiował na Wydziale Geodezji Górniczej i Inżynierii Środowiska Akademii Górniczo-Hutniczej w Krakowie (na kierunku geodezja i kartografia). W 1990 również na AGH uzyskał stopień doktora nauk technicznych. Ukończył nadto (w 2001) studia podyplomowe MBA w Szkole Przedsiębiorczości i Zarządzania krakowskiej Akademii Ekonomicznej.
Od 1991 pracuje jako adiunkt w Katedrze Geomatyki Wydziału Geodezji Górniczej i Inżynierii Środowiska AGH, prowadząc zajęcia z zakresu geodezji wyższej, astronomii geodezyjnej, kartografii matematycznej i innych przedmiotów.
Od 1 stycznia 1999 do 5 grudnia 2001 zajmował stanowisko głównego geodety kraju i prezesa Głównego Urzędu Geodezji i Kartografii. Od 2002 do 2004 był pełnomocnikiem prezydenta miasta Krakowa ds. tworzenia zasobów nieruchomości. W 2004 prezydent Krakowa Jacek Majchrowski powierzył mu funkcję swojego zastępcy ds. rozwoju przestrzennego miasta, którą sprawował do 2010
18 czerwca 2012 premier Donald Tusk, na wniosek ministra administracji i cyfryzacji Michała Boniego, powołał go ponownie na stanowisko głównego geodety kraju i prezesa Głównego Urzędu Geodezji i Kartografii. 1 sierpnia 2016 premier Beata Szydło odwołała go z tego stanowiska.
Odznaczony Srebrnym (1997) i Złotym (2005) Krzyżem Zasługi, a także Odznaką honorową „Za Zasługi dla Geodezji i Kartografii”.